# Schweisweiler
Die Ortsgemeinde Schweisweiler liegt im Donnersbergkreis in Rheinland-Pfalz. Sie gehört der Verbandsgemeinde Winnweiler an.

## Geographie
Schweisweiler liegt im Nordpfälzer Bergland an der Alsenz südöstlich des Donnersbergs. Nordwestlich befindet sich Imsweiler, südöstlich Winnweiler.
Zu Schweisweiler gehören auch die Wohnplätze Reiterhof und Gaststätte Tivoli.

## Geschichte
Die Gemeinde Schweisweiler gehörte im Mittelalter zum Großteil zur Grafschaft Falkenstein, wobei einige Häuser und der im Dreißigjährigen Krieg eingegangene sog. Raugrafenhof zu Imsweiler und somit zur Herrschaft der Raugrafen gehörten. Durch die Heirat von Franz Stephan von Lothringen mit Maria Theresia von Habsburg gelangte der Ort in österreichischen Besitz. In diese Zeit fällt auch der Bau der Rokoko-Kirche im Dorf. Nach der Französischen Revolution wurde der Ort 1798 dem französischen Departement Donnersberg zugeordnet. Infolge des Wiener Kongresses war er für ein Jahr österreichisch, bevor er von 1816 bis 1945 bayerisch wurde. Nach dem Zweiten Weltkrieg war Schweisweiler Teil der französischen Besatzungszone und wurde in das 1946 neu gebildete Land Rheinland-Pfalz eingegliedert.

## Politik

### Gemeinderat
Der Gemeinderat in Schweisweiler besteht aus acht Ratsmitgliedern, die bei der Kommunalwahl am 9. Juni 2024 in einer Mehrheitswahl gewählt wurden, und dem ehrenamtlichen Ortsbürgermeister als Vorsitzendem.
Die Sitzverteilung im Gemeinderat:
| Wahl | WGB *                   | WGH *                   | Gesamt  |
| ---- | ----------------------- | ----------------------- | ------- |
| 2014 | per Mehrheitswahl (WGH) | per Mehrheitswahl (WGH) | 8 Sitze |
| 2019 | 5                       | 3                       | 8 Sitze |
| 2014 | per Mehrheitswahl       | per Mehrheitswahl       | 8 Sitze |

### Bürgermeister
Philipp Haas wurde am 8. Juli 2024 Ortsbürgermeister von Schweisweiler. Bei der Direktwahl am 9. Juni 2024 war er als einziger Bewerber mit einem Stimmenanteil von 72,2 % für fünf Jahre gewählt worden.
Er löste Lothar Wichlidal ab, der das Amt 2019 von Kornelia Wichlidal übernommen und bei der Wahl 2024 nicht erneut kandidiert hatte.

### Wappen
| Wappen von Schweisweiler | Blasonierung: „In Grün zwei goldene gekreuzte Rohrkolbenstängel mit Blättern und drei goldenen Kolben, beseitet von zwei silbernen Reihern, darüber rechts eine schwebende goldene Eichel, links ein schwebender sechsstrahliger goldener Stern.“ |
| Wappen von Schweisweiler | |

## Kultur und Sehenswürdigkeiten

### Heimatmuseum
In Schweisweiler befindet sich das Dorfmuseum (Heimatmuseum) „Leos Tenne“, in dem Exponate aus dem dörflichen Berufs- und Alltagsleben ausgestellt sind.
Siehe auch: Liste der Kulturdenkmäler in Schweisweiler

### Vereine
In Schweisweiler sind mehrere eigenständige Vereine ansässig, so etwa der 1904 gegründete Turnverein, die Schützengemeinschaft Schweisweiler, ein Angelsportverein, eine Freiwillige Feuerwehr sowie ein Feuerwehrförderverein und die Straußjugend (Borsch und Mäd).

## Verkehr
Durch den Ort verläuft die B 48, die auch zur A 63 (Kaiserslautern–Mainz) führt. In Imsweiler und Winnweiler befinden sich Bahnhöfe der Alsenztalbahn.

## In Schweisweiler geboren
- Jürgen Giehl (* 1965), Fußballspieler und -trainer